# Skala nivoa reakcije (RLS85)
Skala nivoa reakcije (RLS85)  namenjena je za primenu u akutnim poremećajima svesti traumatske ili netraumatske etiologije, i utvrđivanje tačnih parametara za trijažiranje bolesnika u komi. Pomoću ove skale ne može se proceniti postojanje moždane smrti.  
Prema dosadašnjim istraživanjma skala nivoa reakcije (RLS85) je pouzdana za razlikovanje MCS-a od VSa/UWS-a. Bodovanje i apscencija pseudo-bodovanja je najznačajnija prednosti u odnosu na ostale trenutne skale, i ona se preporučuje za primena u svakodnevnom radu. Međutim neki istraživači smatraju da načini testiranja i bodovanja nisu dovoljno standardizovani.

## Značaj
Složenost intenzivnog lečenja i materijalni troškovi u odeljenjima za intenzivnu negu zahtevaju objektivniju procenu bolesnikovog stanja i njegove prognoze, pa je u poslednjih nekoliko decenija s kraja 20 i spočetka 21. veka došlo do razvoja različitih skala (poput skale nivoa reakcije (RLS85)) koje tu procenu olakšavaju. Skale su postale naročito primenjivi u oblasti traume zbog potrebe za utvrđivanjem tačnih parametara za trijažiranje bolesnika. Ti parametri su neophodni iz razloga što se odluka o upućivanju povređenog donosi na terenu, bilo od strane paramedicinskog osoblja ili u reanimacionoj ambulanti, od strane jednog lekara, najčešće bez konsultacije sa lekarima drugih profila zbog nedostatka vremena.

## Način izvođenja
Pre početka testiranja potrebno je stimulisati bolesnika kako bi se tokom sledećih procena mogao odrediti trenutno najviši mogući stepen svesti. Ispitivač započinje testiranje prvo primenom blagih nadražaja kao što su govor normalne, govorne jačine glasa ili dodir bolesnika. Ako
bolesnik ne reaguje na ove draži, primenjuje se snažniji nadražaj glasnijim, ponavljanim pozivima,
laganim drmusanjem bolesnika ili primenom bolnog nadražaja. Bolni nadražaji se u načelu uvek
izazivaju prvo na jednoj, a potom na drugoj strani tela. Kod izazivanja bolnog nadražaja
započinje se sa primenom pritiska retromandibularno u smeru brade, a nakon toga, ako
bolesnik i dalje nije budan, primenjuje se pritisak na koren nokta prsta na ruci. Ako se
bolesnik ne probudi, ispitivač svojim zglobovima šake primjenjuje pritisak na sternum
bolesnika. Pritisak na sternum zadnji je način stimulacije bolesnika pre početka procene
svesti i primjenjuje se samo ako svi prethodni načini stimulacije nisu probudili bolesnika.
Ako se bolesnik probudio tokom testa, ispitivač započinje se sa procenom njegovih mogućnosti odgovora na različite mentalne zadatke.
Bolesnik ima mogućnost mentalnih odgovora ako izvršava barem jednu od sledećih radnji:
- izgovara reči,
- uspostavlja kontakt očima i pokušava pratiti očima predmet koji se kreće
- tačno izvršava naredbe ispitivača,
- lokalizuje bolni nadražaj i aktivno ga pokušava ukloniti

Ako je utvrđeno da bolesnik ima mogućnost mentalnih odgovora, procenjuje se da li je orijentisan i ima li kašnjenja u njegovim odgovorima. Bolesnik je orijentisan ako daje sve tačne odgovore na pitanja o svom imenu, o mestu gde se nalazi i o trenutnoj godini i mesecu. Kašnjenje u odgovorima na prethodno navedene mentalne zadatke prisutno je kada odgovor kasni za pitanjem ili naredbom ≥1 sekunde.
Ako bolesnik ima otvorene oči, ali ne izvršava ni jedan od navedenih mentalnih zadataka, sumnja se na vegetativno stanje ili stanje budnosti bez sadržaja svesti, klasični locked-in sindrom ili psihijatrijska stanja kao što je depresivni stupor.
Ako se bolesnik nije probudio ni nakon bolnog nadražaja, zaključak je da je bolesnik bez svesti i ocjenjuje se kakav je bio njegov odgovor na bolni nadražaj, na sličan način kao u Glazgovskoj skali kome. 
GCS-u.
| Nivo  | Opis |
| ----- | --- |
| RLS 1 | Bolesnik se budi bez prethodnog nadražaja, ima mogućnost mentalnih odgovora, orijentisan je i nema kašnjenja u odgovorima. |
| RLS 2 | Bolesnik se budi nakon blagog nadražaja, ima mogućnost mentalnih odgovora, nije orijentisan ili pokazuje kašnjenje u odgovorima. |
| RLS 3 | Bolesnik se budi nakon jačeg nadražaja, ima mogućnost mentalnih odgovora, nije orijentisan ili pokazuje kašnjenje u odgovorima. |
| RLS 4 | Bolesnik je bez svesti, lokalizuje bolni nadražaj, ali ga aktivno ne uklanja (kada se primenjuje retromandibularni pritisak bolesnik ruku podiže iznad nivoa brade, a kod primene pritiska na koren nokta, bolesnik suprotnu ruku pomera preko polovine tela). |
| RLS 5 | Bolesnik je bez svesti, povlači ekstremitet od mesta bolnog nadražaja. |
| RLS 6 | Bolesnik je bez svesti, pokazuje stereotipni odgovor fleksijom na bolni nadražaj. |
| RLS 7 | Bolesnik je bez svesti, pokazuje stereotipni odgovor ekstenzijom na bolni nadražaj. |
| RLS 8 | Bolesnik je bez svesti, ne pokazuje odgovor na bolni nadražaj. |

## Literatura
- B Jennett, G Teasdale, R Braakman, J Minderhoud, J Heiden, T Kurze (април 1979). „Prognosis of patients with severe head injury”. Neurosurgery. 4 (4): 283—9. PMID 450225. doi:10.1227/00006123-197904000-00001.
- D J PriceFactors restricting the use of coma scales, Acta Neurochir Suppl (Wien). 36  106–11
- G Teasdale, B Jennett, Assessment and prognosis of coma after head injury Acta Neurochir (Wien). 34  (1-4):  45–55
- J E Starmark, A Heath, Severity grading in self-poisoning Hum Toxicol. 7  (6):  551–5 -
- G Lindqvist Mental changes after transsphenoidal hypophysectomy Acta Psychiatr Scand Suppl. 190  1–239

## Spoljašnje veze
|  | Molimo Vas, obratite pažnju na važno upozorenje u vezi sa temama iz oblasti medicine (zdravlja). |